# Comuna Horodîșce, Rivne
Horodîșce (în ucraineană Городище) este o comună în raionul Rivne, regiunea Rivne, Ucraina, formată din satele Horodîșce (reședința) și Kruhle.

## Demografie
Componența lingvistică a comunei Horodîșce
     Ucraineană (95,41%)
     Rusă (4,14%)
     Alte limbi (0,28%)
Conform recensământului din 2001, majoritatea populației comunei Horodîșce era vorbitoare de ucraineană (95,41%), existând în minoritate și vorbitori de rusă (4,14%).